# Podatkovni center

## Kaj je podatkovni center?
Podatkovni center je zgradba ali prostor v zgradbi, ki je namenjeno gostovanju računalniške opreme. Za podatkovne centre se tudi uporabljajo izrazi računalniški center (primer), data center, DC.

## Nivoji podatkovnih centrov
Poznamo več nivojev podatkovnih centrov. Podatkovni centri se razlikujejo predvsem po stopnji varnosti, podporni infrastrukturi, požarni odpornosti in energetske učinkovitosti. Na podlagi tega so tudi certificirani ter cenovno ovrednoteni.  

## Pogoji za postavitev podatkovnega centra
Osnovni pogoji za postavitev podatkovnega centra so minimalna potresna ogroženost, minimalna poplavna ogroženost, dostopnost do več različnih internetnih povezav ter dostopnost do virov električne energije.  
Za dober podatkovni center se šteje tisti, ki je TIER III certificiran oziroma skladen. To pomeni, da je vsa podporna infrastruktura vsaj podvojena in redno testirana. Ker se v podatkovnih centrih IT oprema na katerih je lahko vsebina zaupljive narave, mora biti v podatkovnih centrih poskrbljeno tudi za varnost. Varnost se izvaja na več nivojih. Najpogostejši načini so: video nadzorni sistemi, fizično varovanje, mehansko varovanje. Dostop od opreme v podatkovnih centrih lahko imajo samo pooblaščene osebe. V podatkovnih centrih se morajo tudi izvajati redni preglede, da se ugotavljajo skladnosti.  
V Sloveniji so najbolj primerna območja za postavitev podatkovnih centrov na Primorskem (Koper) ter na Štajerskem (Maribor z bližnjo okolico). Ti dve področji sta najmanj potresno ogroženi .  
V podatkovnih centrih, ki so namenjeni komercialni ponudbi, dajanje v najem, je lahko že pred pripravljena informacijska (RACK) omara, kamo si naročnik postavi svojo opremo, ali pa je prazen prostor, s pred pripravljeno podporno infrastrukturo, kamor si naročnik postavi v celoti svojo opremo.  
Zanesljivost delovanja podatkovnih centrov mora biti vsaj 99,98%, kar pomeni max. 1h in 45 minutni morebitni izpad letno. 
Podjetja največkrat uporabljajo zunanji (najeti)  podatkovni center za svojo sekundarno lokacijo, kamor pošiljajo kopijo primarne lokacije, ki je navadno pri njih. Data centri omogočajo tudi, na zahtevo, DR site (disaster recovery site), kar pomeni, da v primeru katastrofe na primarni lokaciji (požar, poplava, kraja) lahko vse računalniške procese dalje nemoteno izvajajo iz druge lokacije .